# 20 groszy wzór 1990
20 groszy wzór 1990 – moneta dwudziestogroszowa, wprowadzona do obiegu w dniu denominacji z 1 stycznia 1995 r., zarządzeniem z 29 listopada 1994 r. Została zastąpiona dwudziestogroszówką wzór 2017 o zmodyfikowanym wzorze awersu.
Dwudziestogroszówkę wzór 1990 bito w latach 1990–2016.

## Awers
W centralnym punkcie umieszczono godło – orła w koronie, pod łapą orła, z prawej strony, znak mennicy – litery M W, poniżej rok bicia, dookoła napis: „RZECZPOSPOLITA POLSKA”.

## Rewers
Na tej stronie znajdują się cyfry nominału 20, pod nimi napis: „GROSZY”, a całość otoczona jest ozdobnym wieńcem w kształcie zbliżonym do kwadratu.

## Nakład
Monetę bito w miedzioniklu MN25 na krążku o średnicy 18,5 mm, masie 3,22 grama, z rantem ząbkowanym, według projektów:
- Stanisławy Wątróbskiej-Frindt (awers) oraz
- Ewy Tyc-Karpińskiej (rewers),

w Mennicy Państwowej / Polskiej (S.A.).
Nakłady monety w poszczególnych latach przedstawiały się następująco:
| Lp. | Rocznik | Mennica                                      | Nakład (sztuk) |
| --- | ------- | -------------------------------------------- | -------------- |
| 1   | 1990    | Mennica Państwowa                            | 25 100 000     |
| 2   | 1991    | Mennica Państwowa                            | 75 400 000     |
| 3   | 1992    | Mennica Państwowa                            | 106 100 001    |
| 4   | 1996    | Mennica Państwowa                            | 29 745 000     |
| 5   | 1997    | Mennica Państwowa                            | 59 755 000     |
| 6   | 1998    | Mennica Państwowa                            | 52 500 000     |
| 7   | 1999    | Mennica Państwowa                            | 25 985 000     |
| 8   | 2000    | Mennica Państwowa                            | 52 135 000     |
| 9   | 2001    | Mennica Państwowa                            | 41 980 001     |
| 10  | 2002    | Mennica Państwowa                            | 10 500 000     |
| 11  | 2003    | Mennica Państwowa                            | 20 400 000     |
| 12  | 2004    | Mennica Państwowa (S.A.)                     | 40 000 025     |
| 13  | 2005    | Mennica Państwowa S.A. / Mennica Polska S.A. | 37 000 025     |
| 14  | 2006    | Mennica Polska S.A.                          | 35 000 000     |
| 15  | 2007    | Mennica Polska S.A.                          | 68 000 000     |
| 16  | 2008    | Mennica Polska S.A.                          | 91 000 000     |
| 17  | 2009    | Mennica Polska S.A.                          | 133 000 000    |
| 18  | 2010    | Mennica Polska S.A.                          | 45 000 000     |
| 19  | 2011    | Mennica Polska S.A.                          | 15 000 000     |
| 20  | 2012    | Mennica Polska S.A.                          | 38 000 000     |
| 21  | 2013    | Mennica Polska S.A.                          | 36 000 000     |
| 22  | 2014    | Mennica Polska S.A.                          | 46 000 000     |
| 23  | 2015    | Mennica Polska S.A.                          | 78 030 000     |
| 24  | 2016    | Mennica Polska S.A.                          | 69 120 000     |

## Opis
W 2005 r. Mennica Polska, z okazji 10 lat w obiegu, wyemitowała zestawy kwadratowych klip okolicznościowych, w skład których wchodził również numizmat przedstawiający w centralnej części po obu stronach rysunki awersu i rewersu dwudziestogroszówki wzór 1990. Na awersie w miejscu cyfr określających rok bicia umieszczono napis „1995–2005”. Numizmaty te powstały na metalicznych kwadratach o wymiarach 25 × 25 mm w czterech wersjach:
- w miedzioniklu (tak samo jak w przypadku monety wprowadzonej do obiegu) – masa 9,3 grama, nakład 5000 sztuk,
- w miedzi – masa 9,9 grama, nakład 2000 sztuk,
- w srebrze Ag925 – masa 9,77 grama, nakład 1000 sztuk,
- w złocie Au900 – masa 21 gramów, nakład 50 sztuk.

Ponieważ emitentem zestawów okolicznościowych była Mennica Polska, a nie Narodowy Bank Polski, numizmaty te nie są monetami w dosłownym tego słowa znaczeniu. Mimo to, w niektórych polskich katalogach wymieniane są na równi z monetami obiegowymi.

## Wersje próbne
Istnieje wersja tej monety należąca do serii próbnych w niklu z roku 1990, z wypukłym napisem PRÓBA, wybita w nakładzie 500 sztuk oraz wersje próbne technologiczne:
- z 1992 r., w miedzioniklu, z napisem PRÓBA, w nieznanym nakładzie,
- z 1995 r., w miedzioniklu, z napisem PRÓBA, w nieznanym nakładzie,
- z 1998 r., w srebrze, bez napis. PRÓBA, w nieznanym nakładzie,